# Yacob Youmbi
Yacob Nicanor Youmbi Epandi (ur. 1 kwietnia 1994 w Duali) – środkowoafrykański piłkarz grający na pozycji defensywnego pomocnika. Od 2021 jest zawodnikiem klubu Naft Al-Basra SC.

## Kariera klubowa
Swoją karierę Youmbi rozpoczął w kameruńskim klubie Les Astres FC. W sezonie 2011/2012 zadebiutował w jego barwach w pierwszej lidze kameruńskiej. W sezonie 2013 wywalczył z nim wicemistrzostwo Kamerunu. W 2014 roku grał w New Star FC, a w sezonie 2015 w Leones Vegetarianos FC z Gwinei Równikowej. W latach 2015–2018 grał w tunezyjskim US Ben Guerdane, a w latach 2018-2020 w irackim Naft Al-Basra SC. W sezonie 2020/2021 występował w innym irackim klubie, Al-Kahraba FC. W 2021 wrócił do Naft Al-Basra SC.

## Kariera reprezentacyjna
W reprezentacji Republiki Środkowoafrykańskiej Youmbi zadebiutował 1 czerwca 2022 roku w przegranym 1:2 meczu kwalifikacji do Pucharu Narodów Afryki 2023 z Angolą.